# Sueños en tránsito
Sueños en tránsito es el tercer álbum de estudio de la cantante chilena Nicole, lanzado en 1997, y el segundo y último con la compañía discográfica BMG. Fue producido por el músico argentino Gustavo Cerati.
El álbum fue recibido con muy buena crítica y superó con creces las expectativas de sus fanáticos. A pesar de ser un trabajo muy distinto a sus dos placas anteriores, logró posicionar a Nicole como una de las cantantes chilenas más importantes de aquellos tiempos. Además, fue reconocida como una de las artistas femeninas de mayor proyección de Latinoamérica, junto a la en ese entonces, naciente Shakira.

## Lista de canciones
| N.º   | Título                 | Escritor(es)                                                    | Duración |  |
| 1.    | «Cielos»               | Nicole, Andrés Sylleros                                         | 4:21     |  |
| 2.    | «Despiértame»          | Nicole, Andrés Sylleros, Sebastián Piga                         | 4:00     |  |
| 3.    | «Noche»                | Leo García                                                      | 2:28     |  |
| 4.    | «Todo lo que quiero»   | Sara Ugarte, Claudia Parra                                      | 3:09     |  |
| 5.    | «Sirenas»              | Nicole, Andrés Sylleros, Sebastián Piga                         | 5:00     |  |
| 6.    | «Tuve que herirme»     | Sara Ugarte                                                     | 4:32     |  |
| 7.    | «No soy de nadie»      | Carola Bony                                                     | 3:12     |  |
| 8.    | «Cuervos»              | Nicole, Andrés Sylleros, Sebastián Piga                         | 4:17     |  |
| 9.    | «Amores sin voz»       | Nicole, Andrés Sylleros                                         | 3:30     |  |
| 10.   | «Piel lunar»           | Nicole, Andrés Sylleros                                         | 3:25     |  |
| 11.   | «Lunas (Instrumental)» | Gustavo Cerati, Guillermo Ugarte, Andrés Sylleros, Andrés Baeza | 2:24     |  |
| 12.   | «Verte reír»           | Nicole                                                          | 2:34     |  |
| 39:08 |                        |                                                                 |          |  |

## Historia
A finales de 1996, la cantante junto al músico Andrés Sylleros comienzan a escribir canciones y a registrar los demos para un nuevo disco. Nicole necesitaba un productor musical y decidió contactar personalmente a Gustavo Cerati mientras éste se encontraba en Chile. El músico aceptó inmediatamente.
Durante enero de 1997, el Ingeniero de sonido Guillermo Ugarte (exintegrante del grupo electrónico Los Mismos), Gustavo Cerati, Nicole y Sylleros ingresaron a los estudios Master de Santiago, para ir dando forma al disco. En abril del mismo año, fue masterizado en Londres.
Sueños en tránsito fue publicado el 19 de junio. Bajo un estilo Pop-Rock con matices electrónicos, la placa ofrece un sonido muy adelantado a la época en que fue publicado.
Más adelante, se lanzó una Edición Limitada: CD Multimedia o Enhanced CD del Disco, que contiene imágenes de la grabación del Álbum, videos, fotos, material exclusivo, acordes, archivos de prensa, etc.
El primer sencillo, es «Despiértame». En el videoclip, filmado en blanco y negro, Nicole pasea por las calles de Buenos Aires. La canción se posiciona en los primeros lugares de Rankings radiales en Chile y varios países de Latinoamérica.
«Todo lo que quiero» es el segundo sencillo. En el videoclip, Nicole representa a una sensual "Cat Woman". El video fue nominado a un premio MTV Latino en 1998.
«No soy de nadie», de la compositora argentina Carola Bony, es el tercer sencillo. A diferencia de los dos anteriores, no tiene videoclip.
El cuarto sencillo es «Noche», una balada romántica escrita por el argentino Leo García. Es la canción más recordada del disco, junto a «Despiértame».
«Sirenas» fue elegido el quinto sencillo promocional, es una canción inspirada en una joven lesbiana, amiga de Nicole. No tiene videoclip.

## Logros y premios
- Su primer sencillo "Despiértame" llega al número uno en radios de Chile, Paraguay, México y Perú.
- "Despiértame" ingresa al Top 20 de MTV.
- Premio MTV "Mejor Interpretación Femenina en Video". Nicole es la primera Chilena en recibir un MTV.
- Premios APES, mejor video.
- Encuesta suplemento "Subte", Diario La Tercera. Los lectores eligen a "Sueños en Tránsito" como Mejor disco Chileno del año, superando a "Fome" de Los Tres y a "El Resplandor" de Carlos Cabezas.
- Nominación MTV "Mejor Interpretación Femenina en Video" por "Todo Lo Que Quiero", segundo sencillo del disco.
- Disco de Oro por más de 15 mil copias vendidas.
- Nicole se presenta en vivo en el Festival Rock and Pop de Paraguay.
- Nicole se presenta en Hard Rock de Buenos Aires, Argentina.
- Disco de platino por más de 25.000 copias vendidas de "Sueños en Tránsito".
- En el año 2006, Nicole fue homenajeada por ser un aporte a la cultura gay, debido a la canción "Sirenas", incluida en ésta álbum.[1]

El disco "Sueños en Tránsito" cuenta con dos versiones:
- Standard Version
- Enhanced CD Version (Cd Interactivo Multimedia)